# Al-Rashid de Marruecos

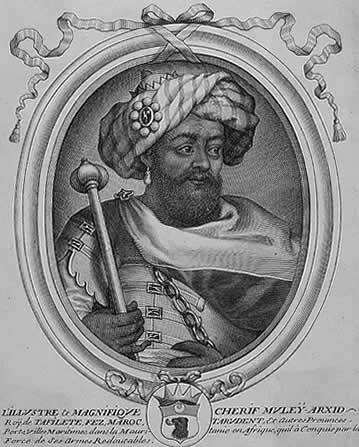
Ilustración de Mulay al-Rashid, s. XVII.

Mulay Muhammad al-Rashid ben Sharif (en árabe: مولاي الرشيد‎; 1631-Fez, 1672) fue sultán de Marruecos desde 1666 a 1672.

## Biografía
Miembro de la dinastía alauí, Al-Rashid era hermano de Mohammed I, quien había sucedido como rey al padre de ambos Muley Alí Sharif ben Alí. 
Enfrentado con su hermano por el trono, Al-Rashid resultó vencido y obligado a refugiarse en el Rif donde, tras dos años, se rehízo y sitió a su hermano Mohammed en la ciudad de Marrakech hasta la muerte de este.